# Don Otten
Donald F. "Don" Otten (Bellefontaine, Ohio, 18 de abril de 1921-Lima, Ohio, 18 de septiembre de 1985) fue un jugador de baloncesto estadounidense que disputó cuatro temporadas en la NBA y otras dos en la NBL. Con 2,08 metros de estatura, jugaba en la posición de pívot. Era hermano del también jugador profesional Mac Otten.

## Trayectoria deportiva

### Universidad
Jugó durante tres temporadas con los Falcons de la Universidad de Bowling Green, llevando al equipo en dos ocasiones a participar en el National Invitation Tournament. Fue uno de los responsables directos de la prohobición del tapón ilegal (goaltending, tocar el balón cuando se encuentra en trayectoria descendente) en 1945 por parte de la NCAA.

### Profesional
Comenzó su andadura profesional en 1946 en las filas de los Tri-Cities Blackhawks, entonces en la NBL. En dicha competición jugó durante tres temporadas, siendo el máximo anotador de la misma en la última de ellas, con 14,0 puntos por partido. En 1948 fue incluido en el segundo mejor quinteto del campeonato, mientras que en 1949 lo hacía en el primero, siendo además elegido mejor jugador del año. Acabó su participación en la liga como el cuarto mejor anotador de todos los tiempos, con 13,6 puntos por partido.
Ya en la NBA, mediada la temporada 1949-50 es traspasado a los Washington Capitols a cambio de Jack Nichols, donde acaba la temporada como el mejor anotador del equipo, promediando 14,9 puntos por partido.
Al año siguiente, y con la temporada ya comenzada, el equipo desaparece, fichando por los Baltimore Bullets, quienes después de dos partidos lo traspasan a los Fort Wayne Pistons. Allí acaba la temporada promediando 8,4 puntos y 6,0 rebotes por partido.
Al término de la temporada 1950-51 es despedido, fichando como agente libre por los Milwaukee Hawks, donde en su primera temporada lidera al equipo en anotación, con 13,0 puntos por partido, a los que añade 7,3 rebotes. Jugó una temporada más en los Hawks antes de retirarse definitivamente en 1953.
Posee un récord de la NBA curioso, y es que es el jugador que más faltas personales le han pitado en un partido, con 8, en un partido de los Tri-Cities Blackhawks en pista de los Sheboygan Red Skins, el 24 de noviembre de 1949. La explicación es que en aquella época, las reglas de la liga no permitían tener en pista menos de 5 jugadores por equipo, siendo reactivado el último jugador en cometer las 6 faltas personales reglamentarias.

## Estadísticas de su carrera en la NBA

### Temporada regular
| Año     | Equipo     | PJ  | MPP  | TC%  | TL%  | RPP | APP | PPP  |
| ------- | ---------- | --- | ---- | ---- | ---- | --- | --- | ---- |
| 1949–50 | Tri-Cities | 46  | –    | .366 | .717 | –   | 1.6 | 12.1 |
| 1949–50 | Washington | 18  | –    | .391 | .777 | –   | 1.0 | 14.9 |
| 1950–51 | Washington | 16  | –    | .291 | .796 | 6.6 | 1.4 | 9.3  |
| 1950–51 | Baltimore  | 2   | –    | .200 | .556 | 1.5 | 1.5 | 5.5  |
| 1950–51 | Fort Wayne | 49  | –    | .362 | .811 | 6.0 | 0.8 | 8.4  |
| 1951–52 | Fort Wayne | 7   | 9.0  | .250 | .875 | 2.9 | 0.7 | 3.4  |
| 1951–52 | Milwaukee  | 57  | 30.3 | .352 | .769 | 7.3 | 2.1 | 13.0 |
| 1952–53 | Milwaukee  | 24  | 16.0 | .391 | .703 | 3.7 | 0.9 | 5.5  |
| Total   | Total      | 219 | 24.7 | .357 | .761 | 6.0 | 1.4 | 10.5 |

### Playoffs
| Año   | Equipo     | PJ | MPP | TC%  | TL%  | RPP | APP | PPP  |
| ----- | ---------- | -- | --- | ---- | ---- | --- | --- | ---- |
| 1950  | Washington | 2  | –   | .400 | .808 | –   | 3.0 | 20.5 |
| 1951  | Fort Wayne | 3  | –   | .308 | .813 | 6.3 | 2.7 | 9.7  |
| Total | Total      | 5  | –   | .353 | .810 | 6.3 | 2.8 | 14.0 |